# Agence panafricaine de presse
L'Agence panafricaine de presse, connue sous son acronyme anglophone PANAPRESS, est née de la volonté de quelques États et opérateurs privés africains de doter l’Afrique d’un outil de communication privilégié.

## Histoire
L'Agence panafricaine de presse est créée le 20 juillet 1979 par une convention signée par les ministres de l’information de l’OUA réunis à Addis-Abeba, et commence ses activités à Dakar le 25 mai 1983. Elle fait l’objet d’une liquidation en octobre 1997, en tant qu'agence spécialisée de l'OUA. Elle prend alors le statut de Société anonyme regroupant des actionnaires publics, privés et de la société civile, avec un capital de 12,9 millions de dollars.

## Présentation
La mission de l'Agence consiste à produire et à diffuser un flux d’informations qui mettent en exergue les réussites et les échecs d’une Afrique en devenir. PANAPRESS, qui a une vocation panafricaine, dispose d'un réseau d’une centaine de journalistes et de photographes basés dans les différentes capitales africaines et dans deux bureaux extérieurs situés à New York (États-Unis) et à Paris (France). C'est le réseau de correspondants le plus dense du continent.
PANAPRESS est également la première agence de presse africaine à s'être dotée des derniers outils techniques pour permettre aux photographes africains de coproduire et de diffuser leurs propres visions de la réalité africaine. Les productions de l'Agence sont organisées et gérées à partir de son siège basé à Dakar, capitale du Sénégal. Elles se partagent entre la couverture de l'actualité répartie en une douzaine de rubriques (politique, économie, social, santé, éducation, sciences, technologie, environnement, genre, agriculture, culture, sport etc.) que viennent compléter une série de dossiers spéciaux sur les projets africains de l’heure ainsi que sur les institutions qui en assurent la gestion.

## Rédaction et langues
La rédaction centrale centralise les dépêches quotidiennes d'information, édite une revue hebdomadaire de la presse africaine, et assure la coordination de plusieurs fils quotidiens d'informations sur l'actualité africaine. Ses langues de travail sont le français, l'anglais, le portugais, et l'arabe

## Site internet
Le site web de l'Agence panafricaine de presse, www.panapress.com, est le portail d'information le plus complet sur l’Afrique qui offre des productions en quatre langues : français, anglais, portugais et arabe. Le site totalise plus de 165 000 connexions par jour. Près de cinq millions d'internautes ont accès à sa production tous les mois.